# 賴瑞·艾德勒
勞倫斯·“賴瑞”·塞席爾·艾德勒（Lawrence "Larry" Cecil Adler，1914年2月10日—2001年8月6日）是一位美國口琴演奏家，以傑出的演奏技巧聞名。佛漢·威廉斯(Vaughan Williams)、馬爾康·亞諾（Malcolm Arnold）、大流士·米堯（Darius Milhaud）與阿瑟·班傑明（Arthur Benjamin）等作曲家皆曾為他創作過作品。在生涯晚期與多位知名音樂家如史汀、艾爾頓·強與凱特·布希進行合作。

## 生平
艾德勒出生在美國馬里蘭州巴爾的摩一個猶太家庭並畢業於巴爾的摩城市學院。艾德勒自學口琴（他本人稱呼其"mouth organ"），並在14歲起進行職業演出。1927年，巴爾的摩太陽報贊助了一場口琴的比賽，艾德勒以一首貝多芬的小步舞曲贏了這次比賽。在一年後，他到了紐約。被Rudy Vallée注意到後，艾德勒得到了他第一次音樂廳的演出機會，並獲得了管弦樂團指揮Paul Ash的注目。1934年，他在電影《Many Happy Returns》中出現。之後被英國劇作家C. B. Cochran雇用，在倫敦演出。艾德勒在英國得到相當的知名度，在當地，口琴的銷量增加了二十倍，並且有三十萬人加入了艾德勒的愛好者俱樂部。
艾德勒是最初幾位演奏為口琴而作的大型作品的演奏者之一，而這些作品通常即是為他寫作，如Jean Berger的Concerto for Harmonica and Orchestra "Caribbean" (1941)、Cyril Scott的《小夜曲》（鋼琴與口琴）、佛漢·威廉斯的《降D大調浪漫曲》（1952年在紐約首演）、米堯的Suite Anglais (1947年5月28日，巴黎)、阿瑟·班傑明的《口琴協奏曲》(1953)與馬爾康·亞諾的《口琴協奏曲》（作品46，1954年為英國逍遙音樂會所寫）。他錄製了這些作品，有些甚至錄製了超過一個版本。艾德勤也演奏為其他樂器所寫的作品的改編曲，如巴哈與韋瓦第的小提琴協奏曲。他與雪黎交響樂團演出他編的韋瓦第《A小調小提琴協奏曲》。他也演奏過巴爾托克、貝多芬(Minuet in G)、德布西、法雅、蓋希文、莫札特、弗朗西斯·普朗克、拉威爾、史特拉汶斯基、威廉·沃爾頓等人的作品。
在1940年代，艾德勒與美國舞者Paul Draper在全美與世界各地巡迴。1949年他移居英國倫敦，並在倫敦度過餘生。
艾德勒在1953年的電影《Genevieve》中的音樂使他獲得奧斯卡金像獎提名。但他本人的名字因為好萊塢黑名單的關係並未出現在電影的工作人員中。艾德勒也參與了法國導演雅克·貝克（Jacques Becker）的電影《Touchez pas au grisbi》。
1994年艾德勒的80歲生日時，他與George Martin錄製了一張蓋希文歌曲的專輯《The Glory of Gershwin》。他與George Martin一同演奏了《藍色狂想曲》(Rhapsody in Blue)。這張專輯在1994年英國專輯排行榜中曾到達第二名。在《The Glory of Gershwin》的演奏會上，艾德勒每次開始演出時都會同時以鋼琴和口琴演奏《Summertime》，展示了他彈奏鋼琴的能力。這張專輯的演出者包含了彼得·蓋布瑞爾、Oleta Adams、艾爾頓·強、史汀、邦喬飛、Richie Sambora、Meat Loaf、西尼德·奧康娜、Robert Palmer、雪兒、凱特·布希、Elvis Costello、Courtney Pine、Issy Van Randwyck、Lisa Stansfield以及Carly Simon。這些歌手隨著管弦樂團演唱蓋希文的歌曲，艾德勒則負責口琴獨奏。
2001年8月7日，艾德勒在倫敦的聖湯瑪士醫院安詳地辭世，享壽87歲，火化後安葬在倫敦。

## 其他領域
除了音樂上的表現，艾德勒也在多部電影中演出。在《Sidewalks of London》(1938)中他演出街頭藝人。他與諷刺雜誌《Private Eye》的合作在英國也大受歡迎。他在1985年寫了自傳《It Ain't Necessarily So》，有時也為《Harpers & Queen》雜誌作美食評論。他也在Jack Benny的電台節目上出現過幾次，娛樂全國各地的二次大戰傷殘士兵。另一本傳記《Me and My Big Mouth》在1994年出版，但在一次《The Free-Reed Journal》的訪談中，他表示那本傳記雖有真實材料，但作者完全錯過他本人的風格與聲音，是一本糟糕的書。

## 私人生活
艾德勒有四名子女，兩名孫子女與兩名曾孫子女。其中一位Peter Adler 60年代晚期在愛爾蘭都柏林組織了叫作The Action的樂團。 艾德勒是無神論者，他的弟弟杰瑞·艾德勒也是一位著名的口琴演奏家。

## 註解
1. ↑  . NNDB.   [2008-04-28]. （原始内容存档于2012-09-28）.
2. ↑  .   [2012-01-28]. （原始内容存档于2020-08-15）.
3. ↑  Current Biography 1944, pp3-5
4. ↑  Roberts, David.  19th. London: Guinness World Records Limited. 2006: 15. ISBN 1-904994-10-5.
5. ↑   （页面存档备份，存于）(retrieved 6 June 2011).
6. ↑  . Irishrock.org.   [2011-11-02]. （原始内容存档于2017-04-17）.
7. ↑  I was among friends and family who packed a chapel at Golders Green crematorium on Friday to hear more than two hours of tributes to Adler. In accordance with Adler's wishes - he was an inveterate atheist who refused to recognise the supernatural in any shape or form - there were no religious observances." Richard Ingrams, 'Larry Adler: brilliant musician, formidable campaigner', The Observer, August 12, 2001, Observer News Pages, Pg. 24.

- 牛津國家人物傳記大辭典
- Classical Free-Reed, Inc:Interview with Larry Adler （页面存档备份，存于）

## 外部連結
- 賴瑞·艾德勒在互联网电影资料库（IMDb）上的資料（英文）
- Larry Adler 在英國電影協會的Screenonline
- Interview with Larry Adler, originally broadcast June 19, 1987 （页面存档备份，存于）
- BBC News report of death of Larry Adler, 7 August 2001 （页面存档备份，存于）
- Larry Adler collection （页面存档备份，存于） at the University of Wyoming - American Heritage Center